# St. Margareta (Froschhausen)

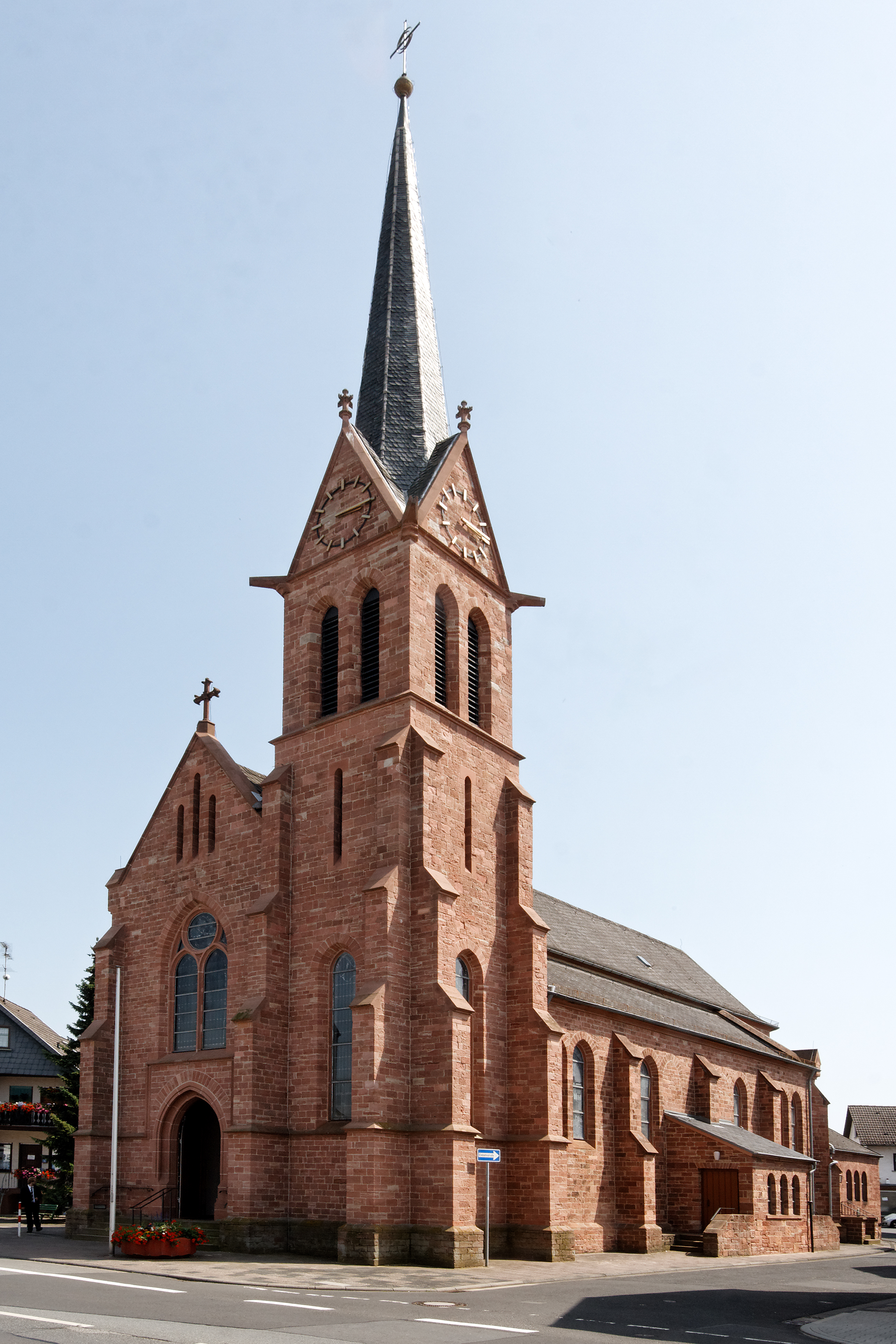
Die katholische Pfarrkirche St. Margareta Froschhausen, erbaut 1869–1871

Die römisch-katholische Pfarrkirche St. Margareta ist ein unter Denkmalschutz stehendes Kirchengebäude im Seligenstädter Stadtteil Froschhausen in Südhessen. Die Pfarrgemeinde St. Margareta Froschhausen bildet mit der Pfarrgemeinde St. Marien in der Kernstadt Seligenstadt die Pfarrgruppe Seligenstadt-West und gehört zum Pastoralraum Mainbogen der Region Mainlinie im Bistum Mainz. Die neugotische Kirche steht unter dem Patrozinium der heiligen Margareta von Antiochia und gilt als ein Wahrzeichen Froschhausens.

## Geschichte

### Barocke Saalkirche von 1731
Das erste Kirchengebäude in Froschhausen wurde 1731 als barocke Saalkirche mit Fünf-Achtel-Schluss in bescheidenen Ausmaßen an der Stelle errichtet, wo sich heute das Froschhäuser Rathaus befindet, und (wie auch die heutige Pfarrkirche) der heiligen Margareta von Antiochia geweiht. Schon 100 Jahre nach dem Bau erwies sich die 1731 fertiggestellte Kirche als zu klein für die Froschhäuser Gemeinde. Daher entschied man sich, ein neues Kirchengebäude an anderer Stelle zu errichten, was durch den Bau der heutigen Pfarrkirche St. Margareta realisiert wurde.

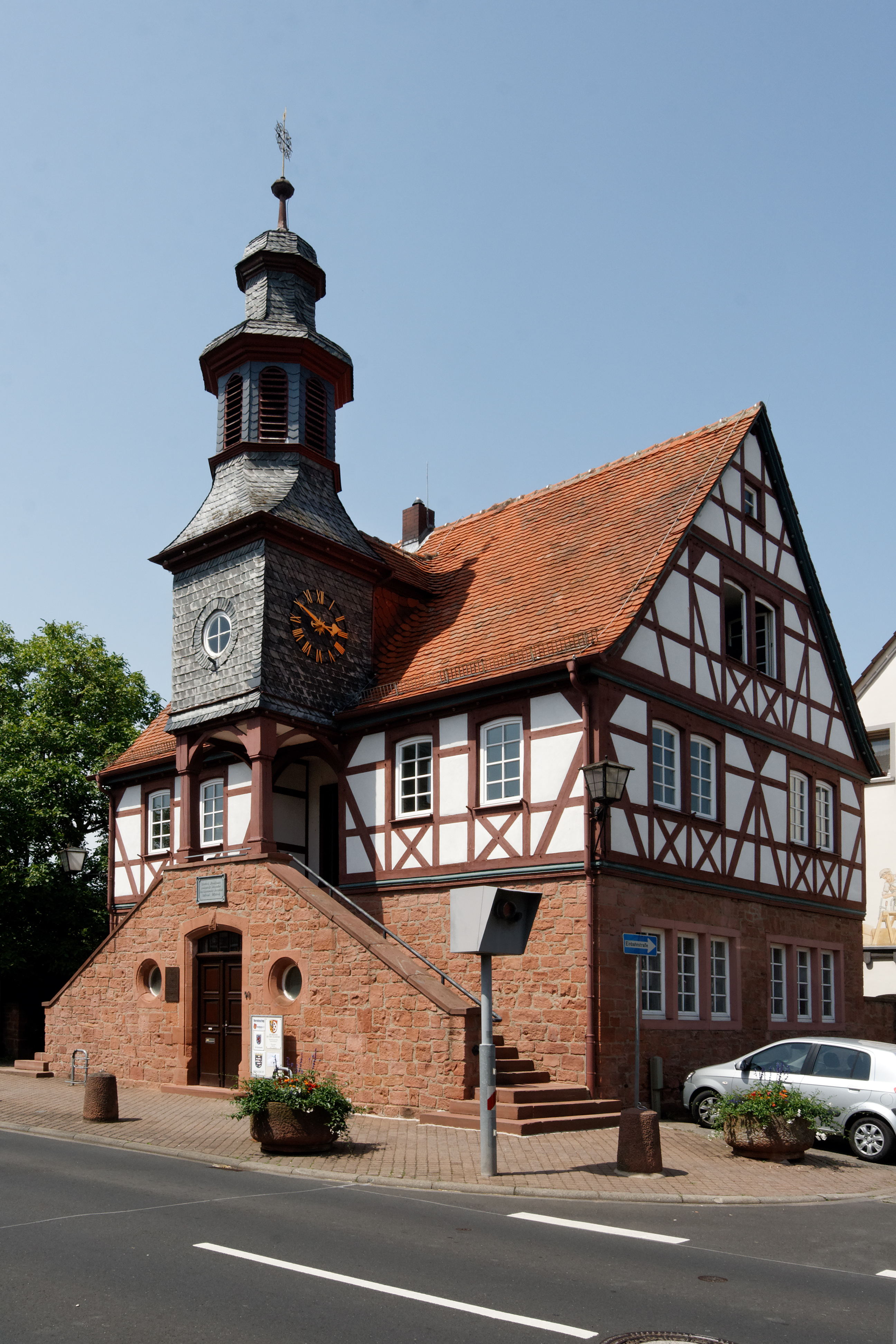
Der Turm der alten Froschhäuser Kirche ziert seit 1939 das Rathaus Froschhausens

Nach Fertigstellung des Neubaus stand die alte Kirche zunächst leer, wurde aber in den 1890er-Jahren als Schule und anschließend als Verwaltungsbau weitergenutzt. Da das Gebäude weit in das Straßenprofil der Froschhäuser Hauptstraße, die Seligenstadt mit Offenbach verbindet, hineinragte, konnte die Straße nur einspurig genutzt werden. Dies stellte sich insbesondere für den aufkommenden Autoverkehr als zunehmendes Problem heraus. Da auch keine andere Umleitungsmöglichkeit für den Verkehr im Straßendorf Froschhausen bestand, entschied man sich, das Gebäude im Jahr 1939 abzureißen. Lediglich der Turm der Kirche blieb erhalten und ziert heute als Rathausturm das am 16. Juni 1939 eingeweihte Rathaus Froschhausens.

### Neugotische Kirche von 1871
Die heutige Pfarrkirche St. Margareta wurde von 1869 bis 1871 im Stil der Neugotik erbaut.
Bauherrin war die bürgerliche Gemeinde, wie damals üblich. Planung und Bauleitung lagen aber nicht beim Kreisbauamt, sondern in den Händen des Mainzer Dombaumeisters Joseph Wessicken. Der damalige Kaplan Georg Friedrich Kalkhof (1842–1873) hatte sich dafür eingesetzt. Die Bauarbeiten begannen im Frühjahr 1869. Bauern holten die Sandsteine aus Miltenberg mit ihren Fuhrwerken, um die Baukosten zu senken.
Am 30. Juli 1871 weihte der Mainzer Bischof Wilhelm Emmanuel Freiherr von Ketteler die neue Kirche. Der Hauptaltar enthält Reliquien der Heiligen Sebastian, Viktor und Modesta. In den Seitenaltar sind Reliquien von Innozens, Viktor und Benignus eingeschlossen.
Die Baukosten waren mit 20.000 Gulden veranschlagt. Der Betrag wurde so weit überschritten, dass das Geld nicht mehr für die Inneneinrichtung reichte. Die Gemeinde musste Spenden sammeln, um die notwendigsten Gegenstände für die Gottesdienste anzuschaffen. Das Baudarlehen von 14.000 Gulden war erst 1928 getilgt.
Das Eigentum an dem Kirchengebäude ging 1906 von der bürgerlichen Gemeinde an die Kirchengemeinde über. Dabei sicherte sich die Zivilgemeinde das Recht, die Glocken in besonderen Fällen läuten zu lassen: bei Feuersbrünsten und beim Begräbnis evangelischer Einwohner.
Eine Kirchturmuhr wurde erst 1967 eingebaut, 96 Jahre nach Fertigstellung der Kirche.

## Ausstattung

### Orgel
Die Orgel in St. Margareta stammt aus der Werkstatt von Martin Joseph Schlimbach (Würzburg). Sie wurde 1884 gebaut. Die Kosten von 2408 Mark wurden zum größten Teil durch Spenden bestritten. In den ersten Jahren hatte das Harmonium aus der alten Kirche den Gottesdienstgesang begleitet.
Das Instrument wurde 1957, 1971 und 1996 überholt.

### Glocken
Noch während der Bauzeit der Kirche St. Margareta wurden Ende 1870 die ersten Kirchenglocken im Turm aufgehängt. Das Geläut bestand aus drei Glocken. Aus der alten Kirche wurde eine kleine Glocke (120 kg schwer) übernommen, die 1859 angeschafft worden war. Die beiden neuen Glocken wurden Maria und Joseph (645 kg) und der heiligen Margareta (310 kg) geweiht. Sie stammten aus der Glockengießerei Philipp Bach und Söhne in Windecken. Während des Ersten Weltkriegs, 1917, musste die Kirchengemeinde diese Glocken sowie 29 Orgelpfeifen abgeben (→ Glockenfriedhof). Sie wurden eingeschmolzen, weil das Metall für Kriegszwecke gebraucht wurde.
Das heutige Geläut wurde am 31. März 2001 durch den Mainzer Domkapitular Ernst Kalb geweiht und ersetzte drei defekte Eisenhartgussglocken aus dem Jahr 1922. Es stammt aus der Glockengießerei Mark in Brockscheid in der Eifel und setzt sich aus den im Folgenden aufgeführten Glocken zusammen:
| Name der Glocke                 | Gewicht | Tonlage | Inschrift                                                    |
| ------------------------------- | ------- | ------- | ------------------------------------------------------------ |
| Christusglocke                  | 800 kg  | fis     | „Jesus Christus – Sein ist die Zeit“                         |
| Adolph Kolping und Gesellschaft | 600 kg  | gis     | „Aus dem Glauben Leben, gestalten in Familie, Beruf, Kirche“ |
| Hl. Josef + Johannes XXIII      | 400 kg  | ais     | „Hl. Josef / Sel. Johannes XXIII. Aggiornamento 2001“        |
| Muttergottesglocke              | 260 kg  | cis     | „Maria, Du Hilfe der Christen“                               |

Die Tonfolge fis – gis – ais – cis stellt das Gloria-Motiv dar.
Eine der alten Glocken wurde abgestrahlt, lackiert und im Schwesterngarten aufgestellt. Die beiden anderen gingen an eine Gemeinde in Afrika.

### Weitere Ausstattung
Die zwölf Kirchenfenster wurden von Alois Plum gestaltet. Er orientierte sich an dem Leitmotiv „Der Bund Gottes mit den Menschen“. Die Fenster der rechten Seite stellen den alten Bund dar, die der linken Seite den neuen Bund. Die Motive aus dem Alten Testament: die Schöpfung, die Sintflut, der Bund mit Abraham, der Auszug aus Ägypten, König David, die Propheten. Die Motive aus dem Neuen Testament: die Geburt Jesu, Erscheinung des Herrn, die Heilung des Blinden, der Kreuzestod Jesu, Ostern, die frohe Botschaft.
In der Kirche befinden sich mehrere Figuren aus der Zeit des Barock: eine Madonna (um 1710), eine Figur der Kirchenpatronin Margareta (um 1730), eine Figur des heiligen Benedikt (um 1740) und eine Figur der heiligen Scholastika. Das älteste Kunstwerk im Besitz der Pfarrei ist eine Statue des Erzengels Michael (um 1510); sie besteht aus Lindenholz und ist 70 Zentimeter hoch.
Eine Statue über dem westlichen Seiteneingang stellt den heiligen Josef dar. Die Holzschnitzarbeit stammt von Leonhard Höldrich aus Oberammergau. Über dem östlichen Seiteneingang steht eine Figur der Anna selbdritt.

## Umbau und Renovierung
Umbauten am Gebäude wurden in den Jahren 1948, 1956, 2001 und 2007 vorgenommen.
Beim ersten großen Umbau 1947/48 wurden drei Rundbögen aus Eisenbeton eingebaut, um das Kirchendach zu tragen. Sie ersetzten sechs Pfeiler, die vielen Gottesdienstbesuchern den Weg zum Altar versperrt hatten. Außerdem wurden zwei Seiteneingänge angelegt.  Nach 19 Monaten konnten zwar wieder Gottesdienste in der Kirche gefeiert werden, der Umbau war aber noch nicht beendet. Nach der Währungsreform 1948 verkaufte die Gemeinde Karten zum Preis von 50 Pfennig, um Geld für die Fortsetzung der Arbeiten zu beschaffen. Eine Gasheizung ging im Winter 1950/51 in Betrieb. Eine neue Sakristei wurde angebaut. Im Jahr 1952 erhielt die Kirche eine neue Rabitzdecke; die Empore wurde erweitert, die Kirche neu verputzt und der Chorraum ausgemalt. Im Januar 1953 wurde ein elektrisches Läutewerk eingebaut.
Das Dach des Kirchturms wurde 1956 neu gedeckt. Dabei wurden auch das fünf Meter hohe Turmkreuz und die vergoldete Kugel erneuert.
Ein neues Kirchengestühl erhielt die Kirche im April 1964. Zwei Jahre später wurde das Dach des Gebäudes neu gedeckt.
Eine Innenrenovierung fand 1970/71 im Hinblick auf das 100-jährige Bestehen der Kirche statt. Dabei wurden die Betonbögen freigelegt, der Altar verkleinert und in den Vordergrund gerückt, die Chorbilder und Wandbehänge beseitigt und der Fußboden mit Ziegelplatten belegt. Mitarbeiter des Dommuseums in Mainz restaurierten die Heiligenfiguren aus dem Barock. Der Platz an der Kirche erhielt einen Plattenbelag.
Eine defekte Heizung bot Mitte der 1980er-Jahre den Anlass zu einer Reihe an Veränderungen. Die Kirchenfenster wurden durch künstlerisch gestaltete Fenster ersetzt, der Chorraum um eine Stufe erhöht und der Altar näher zur Gemeinde gerückt. Aus Miltenberger Sandstein wurden ein neuer Ambo und die Konsolen der Heiligenfiguren angefertigt. Der Umbau war 1985 beendet.
Die Außenmauern wurden 1997 in mehreren Bauabschnitten saniert, nachdem das Wetter dem Sandstein mehr als ein Jahrhundert lang zugesetzt hatte. Die Sandsteine wurden abgestrahlt, neu verfugt und konserviert.
Bei der Innenrenovierung in den Jahren 2001 und 2002 erhielt der Kirchenraum ein neues Farbkonzept. Daran waren unter anderem Kunstmaler Eberhard Münch und Bildhauer Karlheinz Oswald beteiligt. Die Deckenbemalung führt vom Taufbecken am Eingang zum Altar hin; sie symbolisiert die Suche der Menschen nach Gott.